# 잉크스케이프
잉크스케이프(영어: Inkscape)는 벡터 그래픽 편집기이다. 이 프로그램의 목적은 오픈소스 SVG를 W3C 표준으로 완벽하게 구현하는 것이다.
프로그램 이름은 "잉크"(ink)와 "랜드스케이프"(landscape)의 혼성어이다.
GNU GPL에 따라 공개된 오픈 소스 자유 소프트웨어이다. 잉크스케이프는 리눅스, 맥 OS X, 기타 유닉스 호환 운영체제 그리고 마이크로소프트 윈도우에서 실행된다.

## 호환성
잉크스케이프의 고유 형식은 SVG이며, 어도비 일러스트레이터(AI)도 이 형식을 지원한다. 잉크스케이프는 어도비 일러스트레이터를 지원하고 있다.
2021년 1.1 버전에서는 SVG와 CSS표준 및 pdf를 안정적으로 호환하는 광범위한 구현 기술력을 보여주고 있다. 블렌더같은 3D 지원은 벡터방식선상에서 다른 맥락으로 애니메이션을  지원하기 위해 수준 높은 호환성을 보장한다.
잉크스케이프는 다중 언어를 지원하는데, 특히 대부분의 상용 벡터 그래픽 프로그램에서 지원하지 못하는 아랍 문자나 브라흐미 문자군과 같은 복잡한 글꼴을 지원한다.

## 부가 기능
잉크스케이프는 바코드 및 QR코드 생성기를 내장하고 있어 작업 시 인쇄물에 배치가 가능하다. 바코드(EAN-13 및 EAN-5 등), 그리고 QR 코드 생성기를 SVG 및 PNG로 제작할 수 있다.

## 잉크스케이프로 그린 그림
- AMD K6-2 아키텍처
- 바이로이트의 지도
- 1-nitrocodeine
- ABO 혈액형 유전
- 로고

## 출판
완결된 조판 및 인쇄물 작업을 위해 잉크스케이프는 김프(GIMP)와 스크라이버스(Scribus)를 상호 연동하기 위한 작업에 사용할 수 있다.

## 같이 보기
- 오픈클립아트
- 그림판
- SVG 워킹 그룹